# 小関しおり
小関 しおり（こせき しおり、1972年6月30日 - ）は、埼玉県出身の女子ソフトボール選手（外野手）。シドニーオリンピック銀メダリスト。

## 経歴
星野女子高等学校卒業後、日立高崎に入団。
日本リーグでは1996年、1999年の2度に亘ってベストナインに選出された。
シドニーオリンピックでは6番レフトで起用される機会が多かった。アメリカとの決勝戦では延長8回ウラ、小関の後方を襲う飛球に追いついて見せた。しかし、仰向けに転倒したはずみでグラブから球が零れ落ち、サヨナラ負けに繋がってしまった。
試合後、チームメイト達がサヨナラエラーを喫した小関を慰める中、監督の宇津木妙子は「いつまで泣いてるんだ！お前のエラーで負けたんだ！」と小関を叱責したが、チームメイト達は「あのエラーはみんなのエラーです！」と怒る宇津木に言い返していた。宇津木曰く「励ますつもりだったが、言い過ぎてしまった。」とのちに発言した。
彩の国功労賞を受賞。